# 連拿度·達·告魯斯·奧利華拉
連拿度·達·告魯斯·奧利華拉（Reinaldo da Cruz Oliveira，1979年3月14日—）一般称作連拿度，生于伊塔瓜伊，巴西职业足球运动员。

## 荣誉
- 法林明高
  - 瓜纳巴拉杯冠军：1999，2001
  - 里约杯冠军:2011
  - 里约州足球甲级联赛冠军：1999，2000，2001

- 保地花高
  - 瓜纳巴拉杯冠军：2009